# ダンテ・ボンフィム・コスタ・サントス
ダンテ（ダンチとも）ことダンテ・ボンフィン・コスタ・サントス（Dante Bonfim Costa Santos 発音例、1983年10月18日 - ）は、ブラジル・バイーア州サルヴァドール出身のプロサッカー選手。リーグ・アン・ニース所属。元ブラジル代表。ポジションはディフェンダー。

## 経歴

### クラブ
2009年1月1日に加入したボルシアMGで守備の要として活躍し、2010-11シーズンはチームの残留に、2011-12シーズンの4位躍進とUEFAチャンピオンズリーグ出場権獲得にそれぞれ貢献した。
2012年4月26日、バイエルン・ミュンヘンへの移籍が内定。7月1日より4年契約で移籍。
2015-16シーズン開幕前には、休暇中に行ったフットバレーで負傷しバイエルンのプレシーズンマッチに参加できなかった。2015年8月30日、戦力外となり、ヴォルフスブルクに移籍した。
2016年8月22日、ボルシアMG時代の指揮官だったリュシアン・ファーヴルに再会するためリーグ・アンのOGCニースに移籍した。この時、バイエルン時代の指揮官であったジョゼップ・グアルディオラを批判している。
2023-24シーズン終了後、40歳でありながらリーグ戦32試合に出場し、契約をさらに1年延長した。

### 代表
ブラジル代表として2013年2月6日、親善試合のイングランド代表戦でA代表デビューを果たした。2013年6月22日のFIFAコンフェデレーションズカップ2013、イタリア戦で代表初得点を挙げた。また翌年行われた2014 FIFAワールドカップでは準決勝のドイツ代表戦でワールドカップ初出場を果たしたが、1-7の大差で敗れた。

## 代表歴

### 出場大会
- ブラジル代表
  - 2014 FIFAワールドカップ

### 試合数
- 国際Aマッチ 13試合 2得点（2013年-2014年）[4]

| ブラジル代表 | 国際Aマッチ | 国際Aマッチ |
| 年           | 出場        | 得点        |
| ------------ | ----------- | ----------- |
| 2013         | 10          | 2           |
| 2014         | 3           | 0           |
| 通算         | 13          | 2           |

## タイトル

### クラブ
リール
- UEFAインタートトカップ: 2004

スタンダール・リエージュ
- ジュピラーリーグ: 2007-08
- ベルギー・スーパーカップ: 2008

バイエルン・ミュンヘン
- ブンデスリーガ: 2012-13, 2013-14, 2014-15
- DFBポカール: 2012-13, 2013-14
- DFLスーパーカップ: 2012
- UEFAチャンピオンズリーグ: 2012-13
- UEFAスーパーカップ: 2013
- FIFAクラブワールドカップ: 2013

### 代表
ブラジル代表
- FIFAコンフェデレーションズカップ: 2013